# Ashley Newbrough
Ashley Newbrough (Newport, 13 ottobre 1987) è un'attrice statunitense.
È conosciuta soprattutto per il ruolo di Sage Baker nella serie televisiva Privileged e di Doris in Kaw - L'attacco dei corvi imperiali.

## Filmografia

### Cinema
- The Perfect Man, regia di Mark Rosman (2005)
- Kaw - L'attacco dei corvi imperiali (Kaw), regia di Sheldon Wilson (2007)
- Small Town Christmas, regia di Maclain Nelson (2018)

### Televisione
- The Zack Files – serie TV, episodio 1x01 (2000)
- Lexi e il professore scomparso (Get a Clue) – film TV, regia di Maggie Greenwald (2002)
- Missing (1-800-Missing) – serie TV, episodio 2x01 (2004)
- The Coven – film TV (2004)
- Radio Free Roscoe – serie TV, 8 episodi (2003–2005)
- Degrassi: The Next Generation – serie TV, episodi 5x10-5x14 (2005-2006)
- The Best Years – serie TV, 4 episodi (2007)
- Rent-a-Goalie – serie TV, 6 episodi (2007-2008)
- Privileged – serie TV, 18 episodi (2008-2009)
- Mistresses - Amanti (Mistresses) – serie TV, 5 episodi (2013-2014)
- Amore sotto le stelle (Love Under the Stars) – film TV, regia di Terry Ingram (2015)
- Ora puoi uccidere la sposa (You May Now Kill the Bride) - film TV, regia di Kohl Glass (2016)
- Un amore nella neve (Snowmance) - film TV, regia di Douglas Mitchell (2017)
- A Merry Christmas Match - film TV, regia di Jake Helgren (2019)

## Doppiatrici italiane
Nelle versioni in italiano dei suoi film, Ashley Newbrough è stata doppiata da:
- Gemma Donati: Privileged, Ora puoi uccidere la sposa, A Merry Christmas Match
- Mattea Serpelloni: Amore sotto le stelle
- Gloria Di Maria: Radio Free Roscoe
- Ludovica Bebi: Un amore nella neve
- Valentina Pollani: Small Town Christmas